# 니콜레테 크레비츠
니콜레테 크레비츠(Nicolette Krebitz, 1972년 9월 2일 ~ )는 독일의 배우, 감독, 모델, 가수이다.